# Clarence Walton Lillehei
Clarence Walton Lillehei (Minneapolis, 23 de outubro de 1918 — Saint Paul, Minnesota, 5 de julho de 1999) foi um cirurgião estadunidense.
Na década de 1950 realizou a primeira operação mundial em coração aberto, sendo portanto um dos mais destacados médicos da história da cirurgia, um dos fundadores da cirurgia cardiovascular. Em 1955 recebeu o Prêmio Lasker-DeBakey de Pesquisa Médico-Clínica.